# Насір-Махале
Насір-Махале (перс. نصيرمحله) — село в Ірані, у дегестані Ахмадсарґураб, у бахші Ахмадсарґураб, шагрестані Шафт остану Ґілян. За даними перепису 2006 року, його населення становило 3090 осіб, що проживали у складі 802 сімей.

## Клімат
Середня річна температура становить 14,36 °C, середня максимальна – 28,30 °C, а середня мінімальна – -0,07 °C. Середня річна кількість опадів – 805 мм.
| Клімат поселення                              | Клімат поселення | Клімат поселення | Клімат поселення | Клімат поселення | Клімат поселення | Клімат поселення | Клімат поселення | Клімат поселення | Клімат поселення | Клімат поселення | Клімат поселення | Клімат поселення | Клімат поселення |
| Показник                                      | Січ.             | Лют.             | Бер.             | Квіт.            | Трав.            | Черв.            | Лип.             | Серп.            | Вер.             | Жовт.            | Лист.            | Груд.            |                  |
| Середній максимум, °C                         | 11,20            | 11,71            | 12,85            | 17,93            | 21,32            | 26,68            | 28,30            | 28,13            | 23,51            | 21,03            | 17,22            | 12,56            |                  |
| Середня температура, °C                       | 5,57             | 6,08             | 7,23             | 12,30            | 15,71            | 21,04            | 23,90            | 23,75            | 19,12            | 16,64            | 12,83            | 8,16             |                  |
| Середній мінімум, °C                          | −0,07            | 0,46             | 1,60             | 6,68             | 10,08            | 15,44            | 19,52            | 19,36            | 14,74            | 12,25            | 8,44             | 3,77             |                  |
| Норма опадів, мм                              | 83               | 68               | 73               | 57               | 40               | 24               | 16               | 34               | 74               | 111              | 100              | 125              |                  |
| Середньомісячна швидкість вітру, м/с          | 2.22             | 2.36             | 2.40             | 2.32             | 2.26             | 2.48             | 2.52             | 2.34             | 2.06             | 2.00             | 1.90             | 1.90             |                  |
| Середньомісячна сонячна радіація, кДж/м²·день | 6992             | 9176             | 11275            | 15827            | 19921            | 22442            | 23148            | 19789            | 16222            | 11237            | 8739             | 6709             |                  |
| --------------------------------------------- | ---------------- | ---------------- | ---------------- | ---------------- | ---------------- | ---------------- | ---------------- | ---------------- | ---------------- | ---------------- | ---------------- | ---------------- | ---------------- |
| Джерело:                                      |                  |                  |                  |                  |                  |                  |                  |                  |                  |                  |                  |                  |                  |